# Styloniscus murrayi
Styloniscus murrayi là một loài chân đều trong họ Styloniscidae. Loài này được Dollfus miêu tả khoa học năm 1890.